# گیراوتوویتسه (استان اوپوله)
گیراوتوویتسه (به لهستانی: Gierałtowice) یک منطقهٔ مسکونی در لهستان است که در گمینا رنگسکا ویش واقع شده‌است. گیراوتوویتسه ۳۳۷ نفر جمعیت دارد.